# Pachynematus obductus
Pachynematus obductus är en stekelart som först beskrevs av Hartig 1837.  Pachynematus obductus ingår i släktet Pachynematus, och familjen bladsteklar. Arten är reproducerande i Sverige.